# Carlos José Lemos
Carlos José Lemos (Araxá-MG, 13 de março de 1927 - Belo Horizonte, 28 de junho de 2010) foi um advogado e político brasileiro do estado de Minas Gerais.

Atuou na Assembleia Legislativa do Estado de Minas Gerais durante a 8ª legislatura (1975 a 1979), como suplente, e foi eleito deputado estadual para a 9ª legislatura (1979 a 1983).